# Tees Toh, Arizona
Tees Toh je naseljeno područje za statističke svrhe u američkoj saveznoj državi Arizona. Prema popisu stanovništva iz 2010. u njemu je živjelo 448 stanovnika.